# Starsång
Starsång är ett uppsamlingsalbum med Staffan Hellstrand, utgivet 2001.
Albumet har undertiteln "B-sidor, udda & outgivet etc." och innehåller låtar inspelade från 1992 till 2001.
Låtarna "Starsång" och "Sara-Li" gavs ut på en singel.

## Låtlista
Musik och text av Staffan Hellstrand där inget annat anges.
| Nr  | Titel                           | Speltid | Notering                                                                                            |
| --- | ------------------------------- | ------- | --------------------------------------------------------------------------------------------------- |
| 1.  | Vita hus & lila slätter         | 3:42    | B-sida till "Bilder av dig" från Eld (1992). Även inspelad av Idde Schultz på albumet Idde Schultz. |
| 2.  | Strålen har lämnat månen        | 3:15    | Outgiven från Pascha Jims dagbok (1996), med The Nomads.                                            |
| 3.  | Min änglavän                    | 2:10    | Från samlingsalbumet Vilda fåglar – sånger om barn (1994).                                          |
| 4.  | Du & jag i en vinterstad        | 5:21    | Outgiven från Regn (1993). Texten är delvis identisk med "Vild" som kom med på detta album.         |
| 5.  | Sammet, rost & lust             | 3:10    | Från samlingsalbumet Vilda fåglar – sånger om barn (1994). Med The Nomads.                          |
| 6.  | Sara-Li                         | 3:55    | Tidigare inspelad av Christina Lindberg på Hemma igen.                                              |
| 7.  | Starsång                        | 3:08    | |
| 8.  | Du är så olik                   | 2:45    | B-sida till "Grindvalarnas sång" från Regn (1993). Även inspelad av Sven-Ingvars på Nio liv.        |
| 9.  | Till Linnéa - via Leonard Cohen | 4:14    | Musik och text: Cornelis Vreeswijk. Från samlingsalbumet Den flygande holländaren 2 (1998).         |
| 10. | Karin                           | 2:38    | Outgiven från Underbarn (1999).                                                                     |
| 11. | Långt bort härifrån             | 3:31    | Musik och text av John Holm. Inspelad till ett planerat samlingsalbum.                              |
| 12. | Hela min gata är mitt hem       | 3:25    | Tidigare insjungen av Anne-Lie Rydé på albumet Stulna kyssar.                                       |

## Medverkande
- Staffan Hellstrand: sång, gitarr, klaviaturinstrument, bas, mellotron, munspel
- Fredrik Blank: gitarr, kör
- Matts Alsberg: bas
- Mats Asplén: piano, orgel
- Magnus Börjeson: bas
- Cajun Hurricane
- Lotta Johansson: fiol
- The Nomads
- Johan Nyström: trummor
- Micke Lohse: orgel
- Margareta Nilsson: harpa
- Magnus Persson: trummor, slagverk
- Idde Schultz: kör
- Irma Schultz: kör
- Conny Städe: trummor
- Lennart Söderlund: gitarr
- Mattias Torell: gitarr
- Stråkar ur Stockholms Filharmoniska Orkester, arrangör: Klas Gagge

### Fotnoter
1. ↑  Information i Svensk mediedatabas - årtal felaktigt här, utgivet 2001 enligt konvolutet]
2. ↑  Information i Svensk mediedatabas.